# Лісець (Нижньосілезьке воєводство)
Лісець (пол. Lisiec, нім. Fuchsmühl) — село в Польщі, у гміні Любін Любінського повіту Нижньосілезького воєводства.
Населення — 278 осіб (2011).

## Історія
25-31 травня 1947  в результаті антиукраїнської операції «Вісла» було депортовано в Лісець частину мешканців лемківського села Бортне, також сюди депортували українців після ув'язнення в концтаборі Явожно.
У 1975-1998 роках село належало до Легницького воєводства.

## Демографія
Демографічна структура станом на 31 березня 2011 року:
|          | Загалом | Допрацездатний вік | Працездатний вік | Постпрацездатний вік |
| -------- | ------- | ------------------ | ---------------- | -------------------- |
| Чоловіки | 147     | 29                 | 97               | 21                   |
| Жінки    | 131     | 26                 | 75               | 30                   |
| Разом    | 278     | 55                 | 172              | 51                   |